# Saint-Pierre-du-Val
Saint-Pierre-du-Val is een gemeente in het Franse departement Eure (regio Normandië) en telt 506 inwoners (2004). De plaats maakt deel uit van het arrondissement Bernay.

## Geografie
De oppervlakte van Saint-Pierre-du-Val bedraagt 12,0 km², de bevolkingsdichtheid is 42,2 inwoners per km².
De onderstaande kaart toont de ligging van Saint-Pierre-du-Val met de belangrijkste infrastructuur en aangrenzende gemeenten.

## Demografie
Onderstaande figuur toont het verloop van het inwonertal (bron: INSEE-tellingen).